# Инклајн Вилиџ (Невада)
Инклајн Вилиџ (енгл. Incline Village) насељено је место без административног статуса у америчкој савезној држави Невада.

## Демографија
По попису из 2010. године број становника је 8.777.
| Група             | 2000.    | 2010.         |
| Белци             | 0 (0,0%) | 6.839 (77,9%) |
| Афроамериканци    | 0 (0,0%) | 28 (0,3%)     |
| Азијати           | 0 (0,0%) | 189 (2,2%)    |
| Хиспаноамериканци | 0 (0,0%) | 1.560 (17,8%) |
| Укупно            | 0        | 8.777         |